# Tiếng nói nước Nga

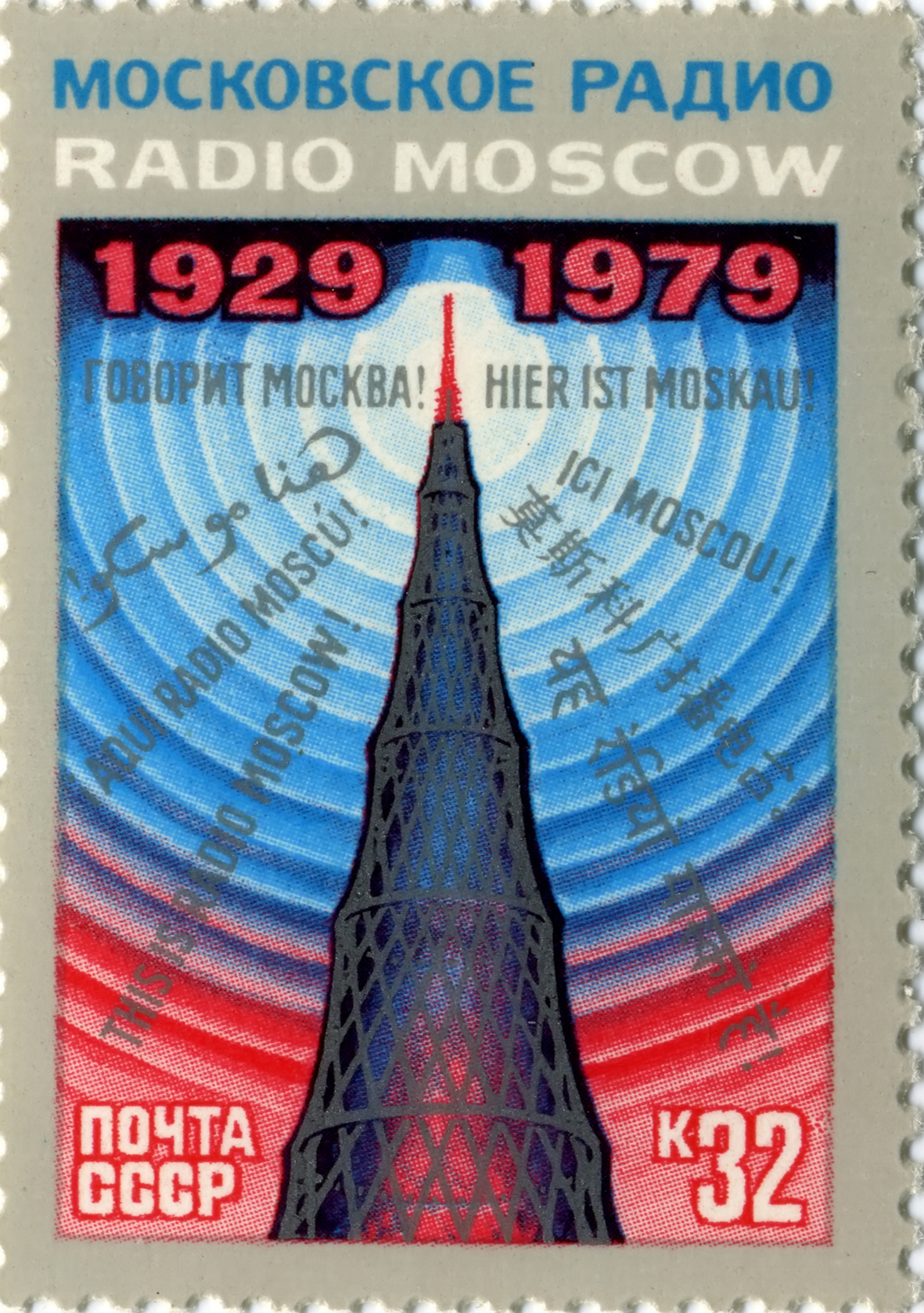
Tem 1979

Đây là đài phát thanh quốc tế chính thức của Chính phủ Nga. Cơ quan tiền thân của đài là Đài Tiếng nói Matxcơva (Radio Moscow) – đài phát thanh của Chính phủ Liên Xô.
Đài Tiếng nói Matxcơva bắt đầu lên sóng vào năm 1929, từ trạm truyền thanh RV-1 ở Matxcơva. Năm 1935, đài xây dựng thêm 1 trạm truyền thanh ở Lêningrát. Năm 1939, đài được phát sóng bằng sóng trung và sóng ngắn với 5 thứ tiếng: Anh, Pháp, Đức, Ý và Ả Rập. Là một đài phát thanh XHCN, đài luôn bộc lộ rõ quan điểm chính trị của giai cấp mình, đặc biệt chống lại Chủ nghĩa phát xít. Đài từng bộc lộ rõ sự lo ngại về việc Hitler lên nắm quyền ở Đức vào thập kỷ 30, cũng như Chính phủ Mussolini đã từng công khai làm nhiễu sóng của đài trong những năm cuối của thập kỷ này.